# Вилхелм II (Насау-Диленбург)
Вижте пояснителната страница за други личности с името Вилхелм II.
Вилхелм II фон Насау-Диленбург (на немски: Wilhelm von Nassau-Dillenburg; * 28 август 1670, Диленбург; † 21 септември 1724, Диленбург) е княз на Насау-Диленбург от 1701 г. до смъртта си.

## Произход и наследство
Той е син на княз Хайнрих фон Насау-Диленбург (1641 – 1701) и съпругата му принцеса Доротея Елизабет от Силезия-Лигница-Бриг (1646 – 1691), дъщеря на херцог Георг III фон Бриг (1611 – 1664) и принцеса София Катарина фон Мюнстерберг-Оелс (1601 – 1659).
През 1701 г. Вилхелм II наследява баща си. През 1711 г. със смъртта на княз Франц Александер фон Насау-Хадамар той наследява и Насау-Хадамар заедно с далечните му роднини Вилхелм Хиацинт фон Насау-Зиген и Йохан Вилхелм Фризо фон Насау-Диц.
По-малкият му брат Христиан (1688 – 1739) го наследява.

## Фамилия
Вилхелм II се жени през 1699 г. за принцеса Йохана Доротея фон Холщайн-Пльон (* 24 декември 1676, Магдебург; † 29 ноември 1727, дворец Лудвигсбург при Диленбург), дъщеря на херцог Август фон Шлезвиг-Холщайн-Норбург-Пльон и принцеса Елизабет Шарлота фон Анхалт-Харцгероде. Те имат две деца:
- Хайнрих Август Вилхелм (1700 – 1718), наследствен принц на Насау
- Елизабет Шарлота (1703 – 1720)

Фамилията е погребана в евангелийската градска църква на Диленбург.